# عيون مفتوحة على مصراعيها (معرض)
عيون مفتوحة على مصراعيها هو معرض أنشأته لجنة أمريكا لخدمات الأصدقاء (AFSC) لتكريم الجنود ومشاة البحرية الأمريكيين الذين قُتلوا في حرب العراق (2003–2011). يحتوي المعرض على زوج من الأحذية العسكرية يمثل كل جندي أمريكي قُتل في الحرب، بالإضافة إلى أحذية تمثل المدنيين العراقيين الذين فقدوا حياتهم خلال الغزو والاحتلال.
عُرض المعرض لأول مرة في ساحة الفيدرالية في شيكاغو في يناير 2004. في ذلك الوقت، ضم المعرض 504 أزواج من الأحذية.
اعتبارًا من مارس 2007، ضم المعرض الوطني أكثر من 3400 زوج من الأحذية وزار أكثر من 100 مدينة في 40 ولاية. ومع ذلك، بسبب حجمه الكبير الذي يصعب إدارته، تم تقسيم المعرض حسب الولايات. حاليًا، تمتلك كل ولاية تقريبًا معرضها الخاص. لو بقي المعرض الوطني بكامله، لاحتوى الآن على أكثر من 4000 زوج من الأحذية الفارغة.

## خلفية
وفقًا للجنة أمريكا لخدمات الأصدقاء، فإن الهدف من المعرض هو تقديم تذكير مرئي بـ"التكلفة البشرية" لحرب العراق وتوفير مكان للحداد العام. بناءً على المعلومات العامة، تكتب اللجنة اسم كل جندي وعمره ورتبته وولايته الأصلية وتعلقها على زوج من الأحذية. أثناء تجول المعرض في أنحاء البلاد، يترك أفراد العائلة والأصدقاء والمتعاطفون أعلامًا وزهورًا وتذكارات أخرى بجانب الأحذية. إذا رغبت عائلة في إزالة اسم ابنها من المعرض، تقوم اللجنة باستبدال اسم الجندي بعبارة "تمت إزالة الاسم بناءً على طلب العائلة". يتشارك في رعاية المعرض عائلات الحادي عشر من سبتمبر من أجل غدٍ سلمي.
بالإضافة إلى الأحذية التي تمثل وفيات الجنود، جمعت اللجنة أحذية تمثل العراقيين الذين فقدوا حياتهم أثناء الاحتلال. لا تُعرف سوى أسماء قليلة للضحايا العراقيين. قام الناشط الاجتماعي العراقي رائد جرار بجمع أسماء آلاف المدنيين العراقيين. هذه الأسماء هي التي تظهر على بطاقات الأحذية المدنية في معارض عيون مفتوحة على مصراعيها وفي معرض آخر بعنوان "أحلام وكوابيس". معرض "أحلام وكوابيس" التابع للجنة هو نصب تذكاري للمدنيين العراقيين يتضمن صورًا وقصصًا لأفراد فقدوا حياتهم أثناء الاحتلال.

## معارض ذات صلة
منذ افتتاح المعرض الأصلي، تم إنشاء عدة معارض أخرى لتحقيق الهدف نفسه.

### معارض عيون مفتوحة على مصراعيها حسب الولاية
نما المعرض الوطني بحلول ربيع 2007 لدرجة أصبح من الصعب نقله بشاحنة. نتيجة لذلك، تم تقسيمه إلى معارض حسب الولاية. أنشأت إلينوي أول معرض ولاية في أغسطس 2006. اعتبارًا من يوليو 2008، هناك 48 معرض ولاية: ألاباما، ألاسكا، أريزونا، أركنساس، معرضان في كاليفورنيا، كولورادو، كونيتيكت، ديلاوير، واشنطن العاصمة، فلوريدا، جورجيا، هاواي، أيداهو، إلينوي، إنديانا، آيوا، كنتاكي، ماريلند، مين/ماساتشوستس، ميشيغان، مينيسوتا، ميزوري/كانساس، مونتانا، نيوهامبشير، نيومكسيكو، نيويورك/نيوجيرسي، كارولاينا الشمالية، أوهايو، أوكلاهوما، أوريغن، بنسلفانيا، بورتوريكو، رود آيلاند، داكوتا الجنوبية، كارولاينا الجنوبية، تينيسي، تكساس، يوتا، فيرمونت، فرجينيا، واشنطن، فرجينيا الغربية وويسكونسن. مع انتهاء المعرض الوطني، أصبحت جميع الولايات تقريبًا تمتلك معرضها الخاص. جميع معارض عيون مفتوحة على مصراعيها التابعة للولايات لا تزال تحت إشراف لجنة أمريكا لخدمات الأصدقاء.

### معرض الحرس الوطني
تم إنشاء معرض الحرس الوطني في صيف 2005 ويحتوي على أكثر من 400 زوج من الأحذية لجنود الحرس الوطني الذين فقدوا حياتهم في العراق. غالبًا ما يعرض المعرض أيضًا أحذية جميع الجنود الذين فقدوا حياتهم من الولاية المضيفة. بالإضافة إلى ذلك، يحتوي المعرض على 50 زوجًا من الأحذية المدنية تمثل المدنيين العراقيين الذين قُتلوا أثناء الاحتلال. زار المعرض أكثر من 30 مدينة في 22 ولاية. لا يتم إرسال وحدات الحرس الوطني في العادة إلى الخارج.

### معرض تكلفة الحرب
عند انتهاء المعرض الوطني لعيون مفتوحة على مصراعيها في يونيو 2007، قدمت اللجنة معرض تكلفة الحرب. يحتوي المعرض على عشر لوحات فينيل ملونة بحجم 7 × 3 أقدام تقارن ميزانية الولايات المتحدة لحرب العراق بميزانية الاحتياجات البشرية مثل الرعاية الصحية والتعليم. بناءً على تقرير الاقتصاديين جوزيف ستيجلز وليندا بلمس، تبلغ تكلفة يوم واحد من حرب العراق 720 مليون دولار أمريكي أو 500 ألف دولار في الدقيقة. بالشراكة مع مشروع الأولويات الوطنية، استخدمت اللجنة هذه الأرقام لتكلفة الحرب اليومية لتحديد عدد الخدمات البشرية التي يمكن تغطيتها بميزانية يوم واحد من الحرب. على سبيل المثال، "يوم واحد من حرب العراق" يمكن أن يغطي وجبات غداء مدرسية لـ1,153,846 طفل لمدة عام أو يوفر تأمينًا صحيًا كاملاً لـ163,525 بالغًا لمدة عام. يعرض هذا المعرض إما بمفرده أو مع معارض عيون مفتوحة على مصراعيها. يوجد حاليًا 17 معرضًا لتكلفة الحرب.

### إضافة مكون انتحار المحاربين القدامى
أدت الدراسات المقلقة عن معدل الانتحار بين المحاربين القدامى العائدين من حرب العراق إلى إضافة مكون انتحار المحاربين القدامى إلى عدة معارض ولاية. تعتبر حالات الانتحار بين المحاربين القدامى "حصيلة خفية" لحرب العراق وتمثلها أحذية عسكرية بيضاء.

## المعرض في وسائل الإعلام الشعبية
ظهر المعرض في الفيديو الموسيقي لـ"عشرون" لعازف بلوز روبرت كراي. تحكي الأغنية "عشرون" قصة جندي خيالي يعود إلى الولايات المتحدة وهو مرهق بتجربته في العراق. يظهر في الفيديو المحارب القديم البالغ من العمر 23 عامًا آيدان ديلغادو. لم يكن كراي على علم بمعرض عيون مفتوحة على مصراعيها عندما توصل إلى فكرة الأغنية، لكنه أدرك أن المعرض سيكون طريقة ذات معنى للشخصية في أغنيته لتتقبل الموت الذي واجهه في العراق. تم ترشيح ألبوم روبرت كراي، الذي يحمل أيضًا عنوان عشرون، لجائزة غرامي لأفضل ألبوم بلوز معاصر لعام 2006.

## وصلات خارجية
- موقع عيون مفتوحة على مصراعيها نسخة محفوظة February 3, 2005, على موقع واي باك مشين.
- يحتوي على صور للمعرض وردود فعل الجمهور
- يناقش الجدل حول المعرض